# Zašto nisam kršćanin
Zašto nisam kršćanin je esej kojeg je 1927. godine napisao britanski filozof Bertrand Russell, a The Independent ga je pozdravio kao "devastirajućeg u svojoj uporabi hladne logike", dok ga je Njujorška javna knjižnica uvrstila na svoj popis najutjecajnijih knjiga 20. stoljeća.

## Povijest
Izvorno govor izrečen 6. ožujka 1927. godine u gradskoj vijećnici u Batterseu, pod okriljem južnolondonskog ogranka Nacionalnog sekularnog društva, iste je godine izdan kao pamflet i poslije je s ostalim esejima izdan u knjizi Zašto nisam kršćanin: i ostali eseji o religiji i srodnim temama (ISBN 0-671-20323-1).

## Sadržaj
Russell započinje definiranjem onoga što razumijeva pod pojmom kršćanina i nastoji objasniti zašto ne "vjeruje u Boga i u besmrtnost" i zašto ne "misli da je Krist bio najbolji i najmudriji čovjek", što su dvije stvari koje on identificira kao "bitne svakomu tko se naziva kršćaninom". On razmatra nekoliko logičkih argumenata za postojanje Boga uključujući kozmološki argument, prirodnopravni argument, teleološki argument i argument iz morala slijedeći ono što opisuje kao "intelektualni postanak koji su teisti uradili u svojim argumentacijama". On također ulazi u posebnosti o kršćanskoj teologiji navodeći mane Isusova nauka i njegova moralnog karaktera, posebice stoga što je Isus vjerovao u pakao i vječnu kaznu. Tvrdi reductio ad absurdum protiv "argumenta iz dizajna" i daje prednost Darwinovim teorijama:
Russell također izražava sumnju o povijesnom postojanju Isusa i dovodi u pitanje moral religije: "Govorim prilično promišljeno da je kršćanska religija, onakva kao što je organizirana u svojim crkvama, bila i još uvijek jest glavni neprijatelj moralnog napretka u svijetu."
Russell zaključuje:

## Slično naslovljena djela drugih autora
- Zašto nisam znanstvenik (2009.) ISBN 0-520-25960-2 biološkog antropologa Jonathana M. Marksa
- Zašto nisam kršćanin povjesničara i filozofa Richarda Carriera
- Zašto nisam musliman Ibn Warraqa jest knjiga iz 1995. koja također kritizira religiju u kojoj je autor odgojen u ovom slučaju islam. Autor spominje Zašto nisam kršćanin pri kraju prvog poglavlja tvrdeći da se mnogi argumenti navedeni u toj knjizi također mogu primijeniti na islam.
- Zašto nisam hinduist, slična je knjiga Kanche Ilaiaha, aktivista koji se protivi indijskom sustavu kasta, napisana 1995. godine.
- Zašto nisam Židov Davida Dvorkina, sličan je esej objavljen u Free Enquiry Magazinu u kojem se objašnjava autorova tranzicija iz judaizma u ateizam.
- Zašto sam kršćanin Joséa Antonia Marine iz 2005. godine, esej u kojem španjolski filozof osvjetljava svoje tumačenje kršćanstva i Isusa.
- Zašto sam još uvijek kršćanin jest knjiga katoličkog teologa Hansa Künga, objavljena 1987.
- Zašto nisam sekularist jest knjiga političkog teoretičara Williama E. Connollyja, objavljena 2000.
- Zašto nisam konzervativac jest esej Friedricha Hayeka, ekonomista austrijske škole, objavljen 1960.
- Stvar: zašto sam katolik (1929.) G. K. Chestertona.

## Vanjske poveznice
- Tekst eseja na mrežnom mjestu Društva Bertranda Russella
- Tekst s bilješkama
- Chapman, Simon. A book that changed me (book review). British Medical Journal. Pristupljeno 27. kolovoza 2007.